# 8 octombrie
ianuarie • februarie • martie  • aprilie  • mai  • iunie  • iulie  • august  • septembrie  • octombrie  • noiembrie  • decembrie
8 octombrie este a 281-a zi a calendarului gregorian și a 282-a zi în anii bisecți. Mai sunt 84 de zile până la sfârșitul anului.

## Evenimente

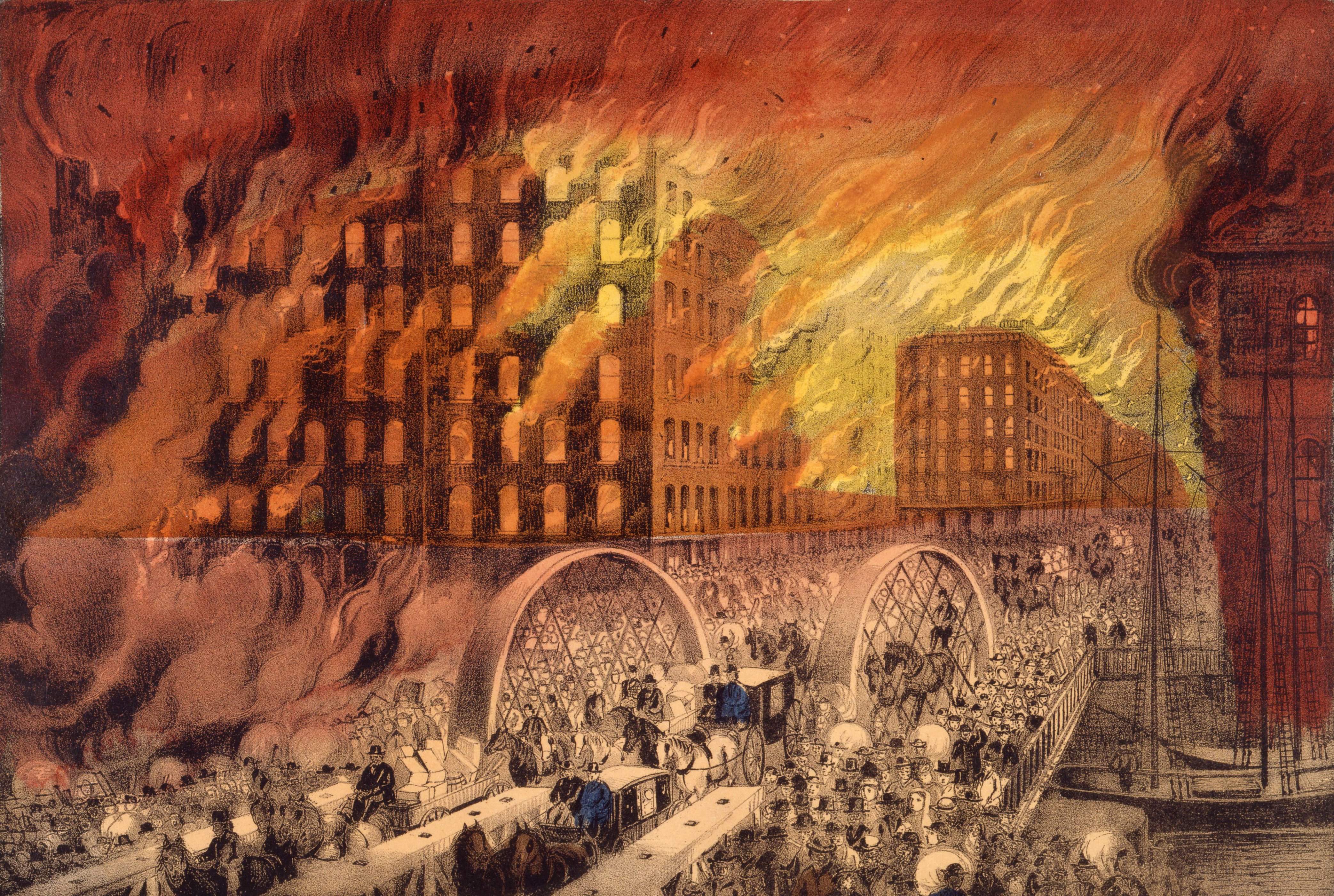
1871: A izbucnit Marele Incendiu din Chicago care a distrus 17.500 de clădiri în două zile.

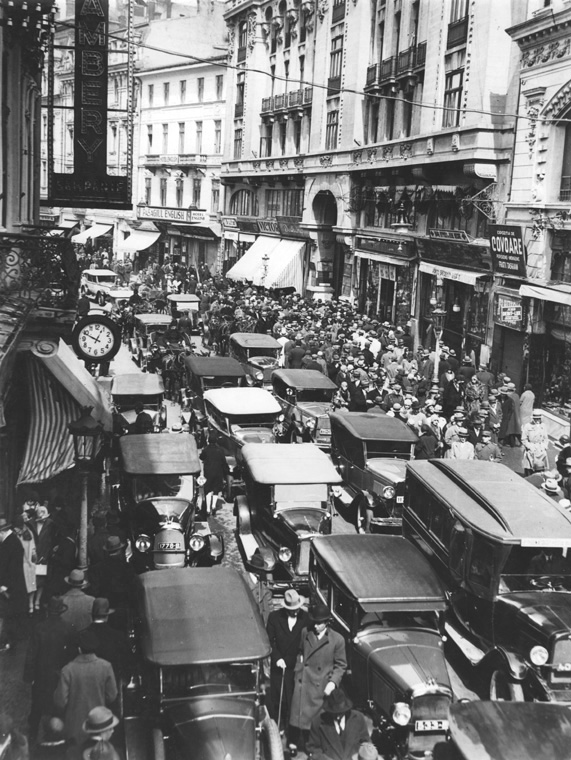
1878: Armata română victorioasă în Războiul de Independență, își face intrarea triumfală în București pe Podul Mogoșoaiei, care de atunci poartă numele de Calea Victoriei.

- 0314: Constantin cel Mare îl învinge pe împăratul roman Licinius, care își pierde teritoriile europene.[1]
- 0451: A început conciliul de la Calcedon, care a marcat schisma ortodoxiei orientale față de restul bisericilor creștine.
- 1408: Alexandru cel Bun acordă privilegii comerciale negustorilor lioveni.
- 1434: Cea mai veche atestare scrisă a Curții domnești din Iași, datând din vremea lui Alexandru cel Bun.
- 1480: Începe de-a lungul râului Ugra un conflict între armatele ruse ale lui Ivan al III-lea și Hoardei de Aur, care durează până în 11 noiembrie.
- 1856: Autoritățile Chinei dinastiei Qing au arestat și au încarcerat douăsprezece persoane de pe nava Arrow sub pavilionul Hong Kongului sub acuzația de piraterie, contrabandă și comerț cu opiu, eveniment ce a declanșat al Doilea Război al Opiului.
- 1862: Otto von Bismarck este numit prusac ministru al Afacerilor Externe.
- 1871: A izbucnit Marele Incendiu din Chicago care a distrus 17.500 de clădiri în două zile.
- 1878: Armata română victorioasă în Războiul de Independență, își face intrarea triumfală în București pe Podul Mogoșoaiei, care de atunci poartă numele de Calea Victoriei.
- 1939: Al doilea război mondial: Germania anexează vestul Poloniei.
- 1952: Una dintre cele mai grave dezastre feroviare din istoria Marii Britanii are loc la gara Harrow & Wealdstone, la nord-vest de Londra. 112 persoane mor și 340 sunt rănite când un tren expres de noapte din Perth a lovit spatele unui tren de navetiști care stătea la un peron din gară.[2] Resturile au blocat liniile adiacente și au fost lovite în câteva secunde de un tren expres „cu două capete” care circula spre nord cu 100 km/h.
- 1966: Se publică modificări privitoare la divorțul în România. O căsătorie se poate desface doar în cazuri excepționale iar taxa de timbru este de 3.000 până la 6.000 de lei.
- 1967: Liderul Che Guevara și oamenii lui au fost capturați în Bolivia.
- 1992: S-a deschis Centrul Cultural Român din Budapesta.
- 2001: Pe aeroportul Linate din Milano, un avion de linie McDonnell Douglas MD-87 care transporta 110 persoane cu destinația Copenhaga, Danemarca, s-a ciocnit la decolare cu un Cessna Citation CJ2, un avion de afaceri care transporta patru persoane cu destinația Paris, Franța. Toate cele 114 persoane din ambele aeronave au fost ucise, precum și patru persoane la sol.[3][4][5]
- 2005: Un seism de 7,6 pe scara Richter a zguduit Pakistanul, fiind simțit și în India și Afganistan.
- 2009: Herta Müller, scriitoare și traducătoare germană originară din România, primește Premiul Nobel pentru Literatură.

## Nașteri
- 1883: Otto Heinrich Warburg,  medic, biochimist și fiziolog german, laureat Nobel (d. 1970)
- 1889: Nina Arbore, pictoriță, graficiană română (d. 1942)
- 1892: Marina Țvetaeva, poet rus (d. 1941)

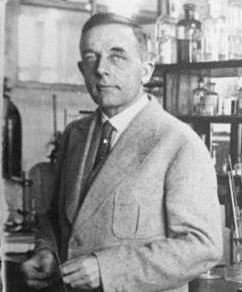
Otto Heinrich Warburg,  medic, biochimist german, laureat Nobel
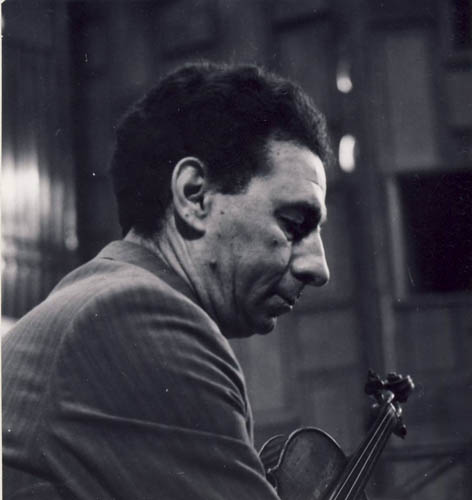
Ion Voicu, violonist român
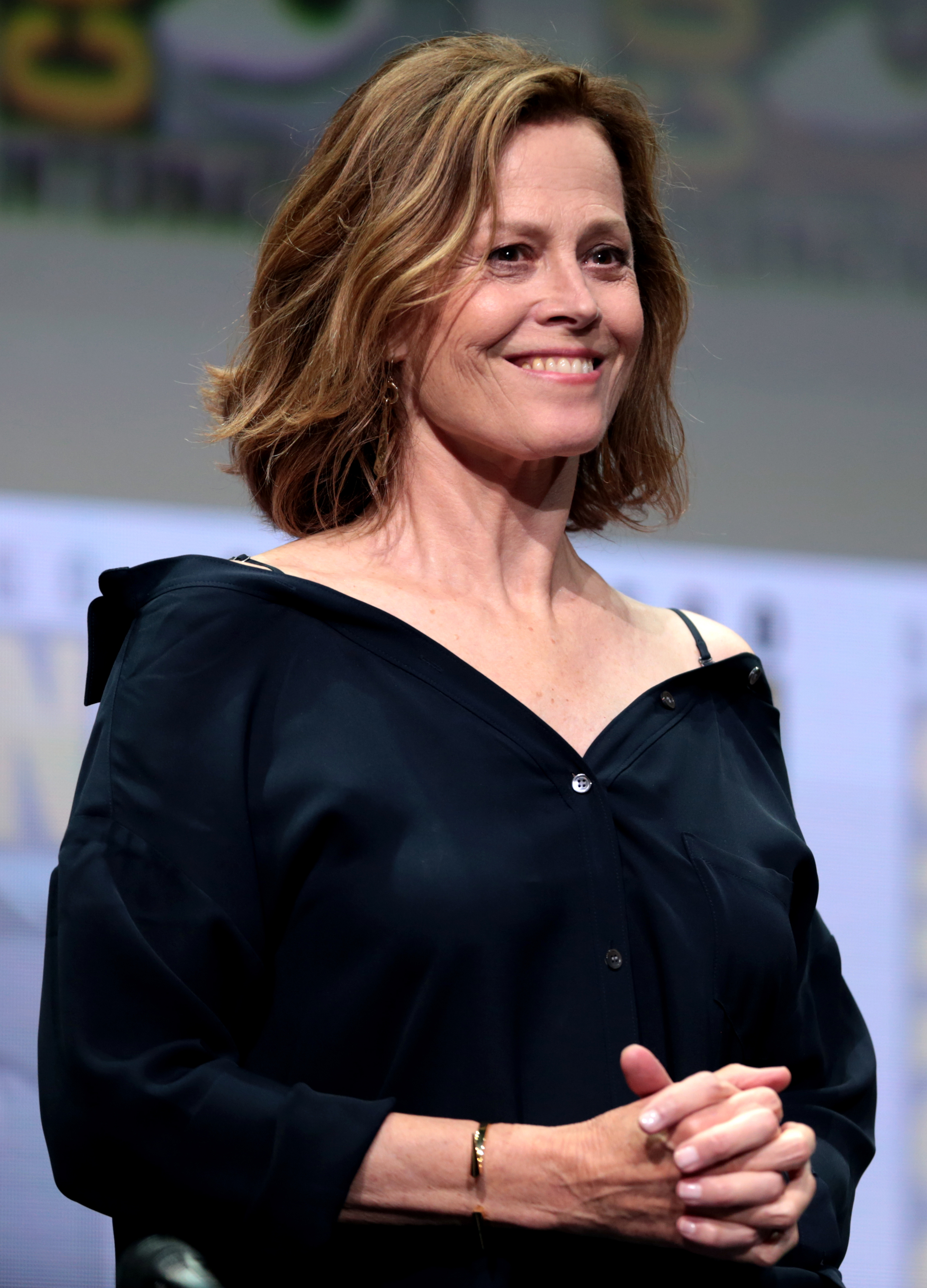
Sigourney Weaver, actriță americană

- 1895: Juan Perón, politician argentinian (d. 1974)
- 1900: Serge Ivan Chermayeff, arhitect american (d. 1996)
- 1908: Max Eisikovits, compozitor evreu din Transilvania (d. 1983)
- 1918: Jens Christian Skou, chimist danez, laureat Nobel (d. 2018)
- 1919: Ionel Budișteanu, violonist, dirijor și aranjor muzical român (d. 1991)
- 1923: Ion Voicu, violonist român (d. 1997)
- 1929: Alexandru Andrițoiu, poet român (d. 1996)
- 1930: Tōru Takemitsu, compozitor japonez (d. 1996)
- 1932: Ray Reardon, jucător galez de snooker (d. 2024)
- 1938: Constantin Abăluță, arhitect, poet, prozator, antologator și traducător român
- 1943: Chevy Chase, actor american
- 1946: Jean-Jacques Beineix, regizor de film francez (d. 2022)
- 1947: Monica Pillat, prozatoare și poetă română
- 1948: Claude Jade, actriță franceză (d. 2006)
- 1949: Sigourney Weaver, actriță americană

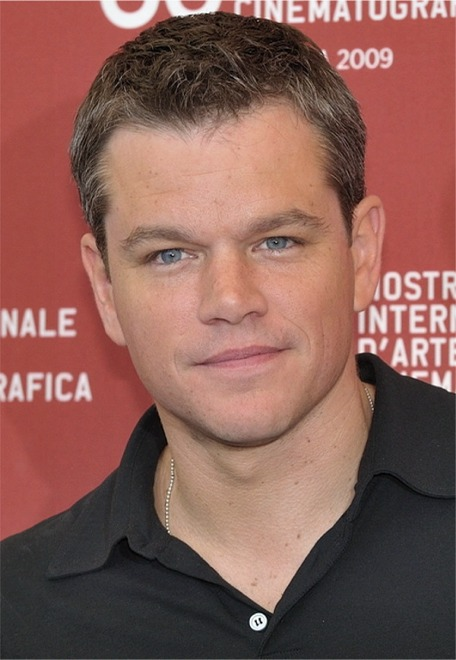
Matt Damon, actor, scenarist, producător american
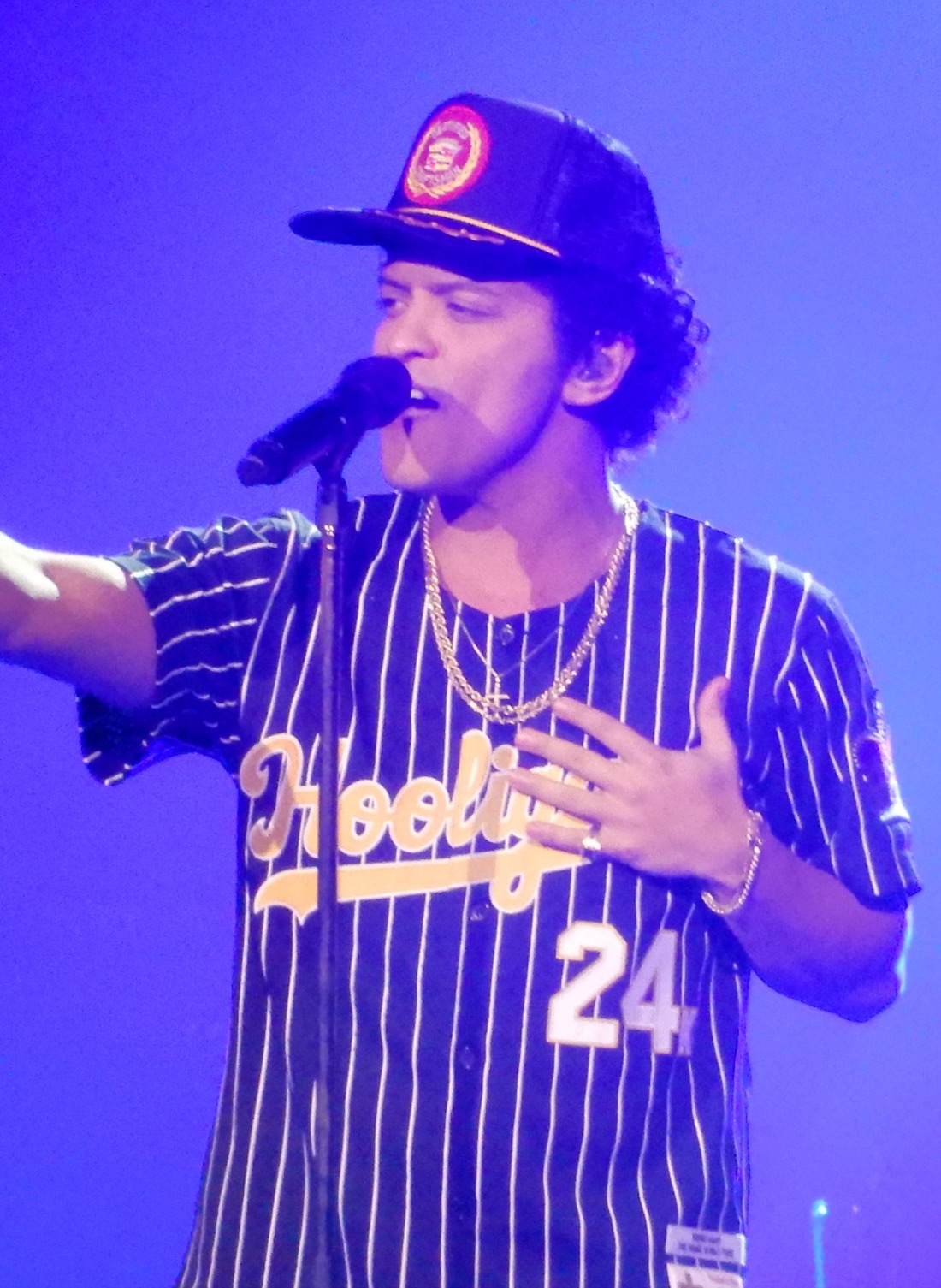
Bruno Mars, cântăreț american
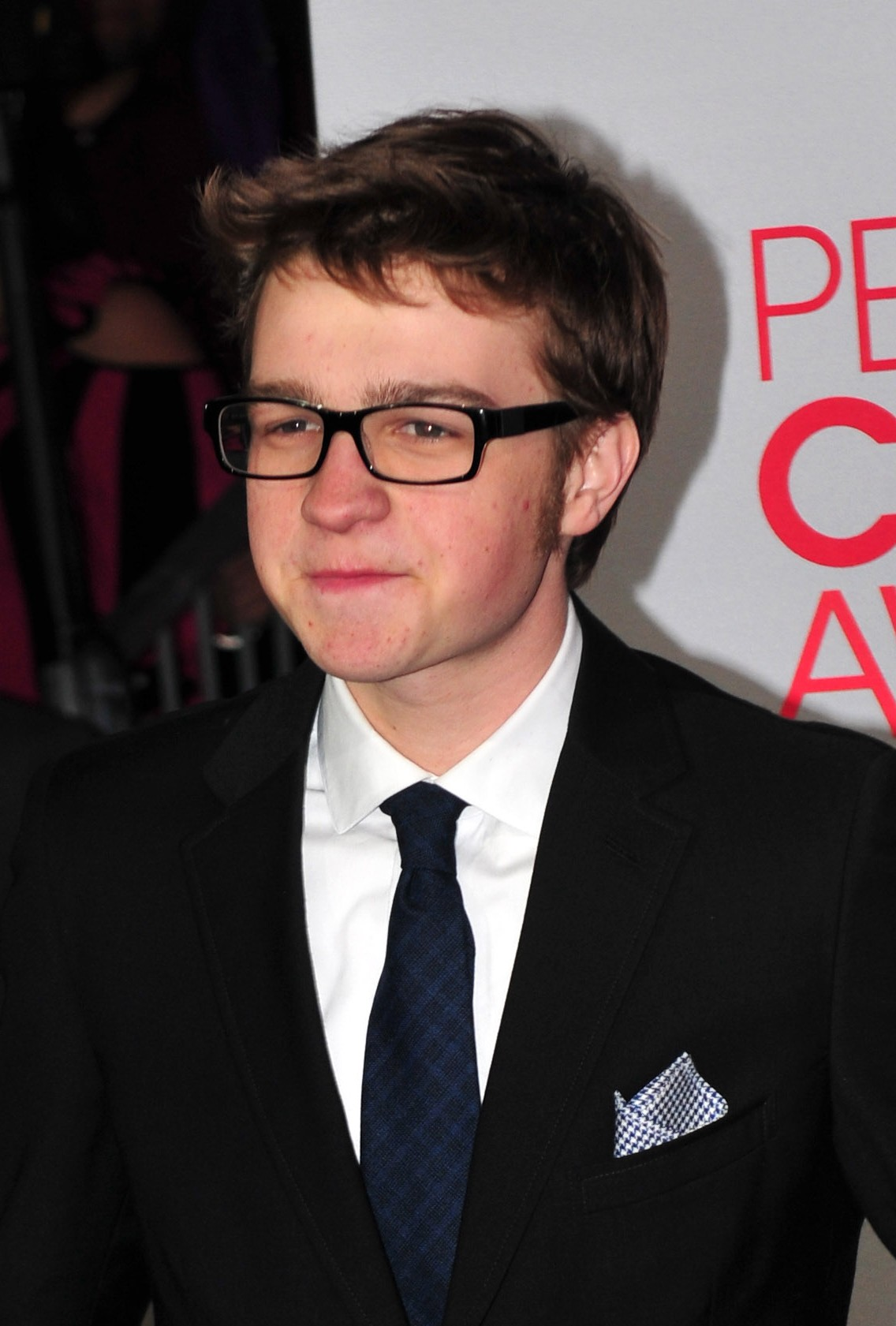
Angus T. Jones, actor american

- 1954: Paul Szabo, scrimer român
- 1958: Anca Vasiliu, filozoafă română stabilită în Franța
- 1958: Ursula von der Leyen, politician european
- 1970: Matt Damon, actor, scenarist, producător american
- 1972: Terry Balsamo, chitarist american (Cold și Evanescence)
- 1974: Martin Henderson, actor din Noua Zeelandă
- 1974: Kōji Murofushi, atlet japonez
- 1978: Dickon Mitchell, politician și avocat din Grenada, prim-ministru al Grenadei
- 1980: The Miz, wrestler american
- 1985: Bruno Mars, cântăreț, compozitor și producător muzical american
- 1986: Adela Popescu, actriță și interpretă română de muzică ușoară
- 1988: Alexandru Șimicu, handbalist român
- 1989: Max Hartung, scrimer german
- 1993: Garbiñe Muguruza, jucătoare spaniolă de tenis
- 1993: Angus T. Jones, actor american
- 1996: Sara Takanashi, săritoare cu schiurile japoneză
- 1997: Bella Thorne, (nume real Annabella Avery Thorne), cântăreață și actriță americană

## Decese
- 1436: Jacqueline, Contesă de Hainaut (n. 1401)
- 1656: Johann Georg I, Elector de Saxonia (n. 1585)
- 1735: Împăratul Yongzheng al Chinei (n. 1678)
- 1754: Henry Fielding, scriitor englez (n. 1707)
- 1793: John Hancock, politician american, semnatar al Declarației de Independență a Statelor Unite (n. 1737)
- 1803: Vittorio Alfieri, scriitor și filozof italian (n. 1749)
- 1826: Marie-Guillemine Benoist, pictoriță franceză (n. 1768)
- 1869: Franklin Pierce, politician american, al 14-lea președinte al Statelor Unite (n. 1804)
- 1904: Clemens Winkler, chimist german (n. 1838)
- 1914: Dimitrie A. Sturdza-Miclăușanu, istoric și politician român (n. 1833)

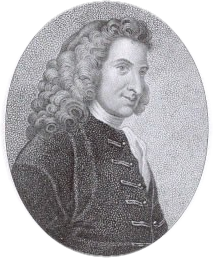
Henry Fielding, scriitor englez
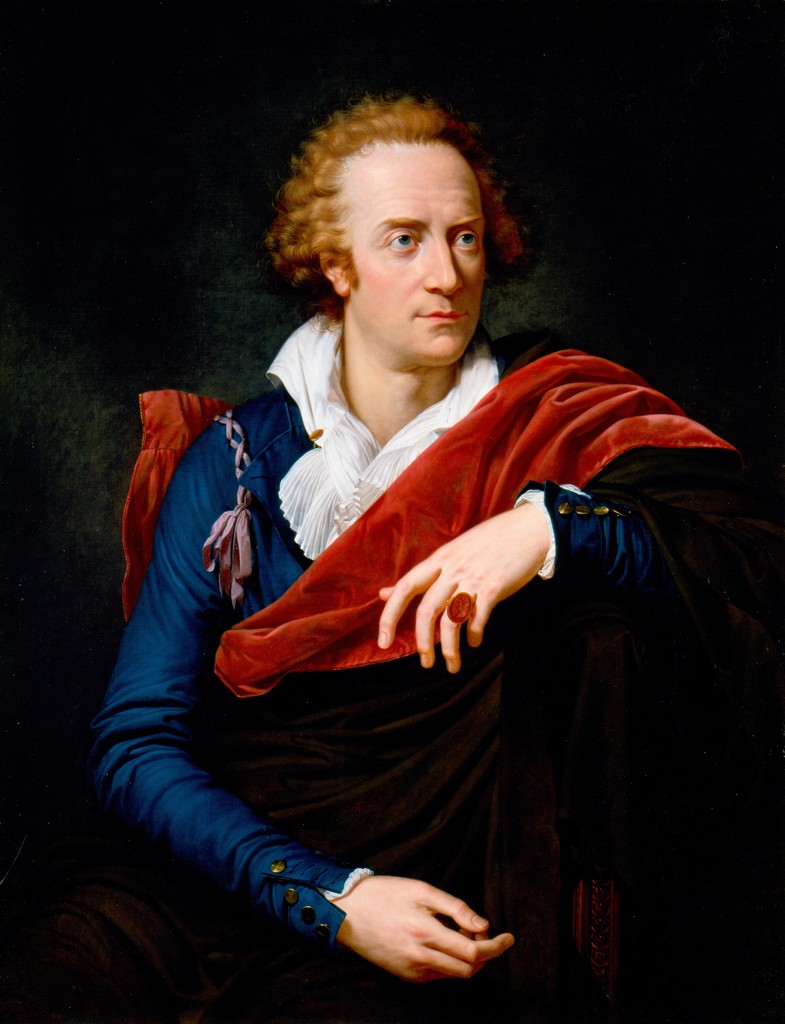
Vittorio Alfieri, scriitor și filozof italian
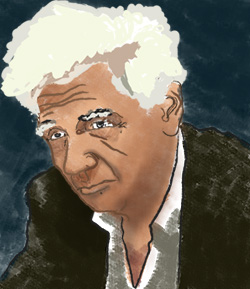
Jacques Derrida, filosof francez

- 1939: George Mihail Zamfirescu, scriitor român (n. 1898)
- 1967: Clement Attlee, politician englez, prim-ministru al Regatului Unit (n. 1883)
- 1970: Jean Giono, autor francez (n. 1895)
- 1973: Gabriel Marcel, filosof francez (n. 1889)
- 1992: Willy Brandt, politician german, laureat al Premiului Nobel (n. 1913)
- 2001: Mongo Beti, scriitor camerunez (n. 1923)
- 2004: Jacques Derrida, filosof francez (n. 1930)
- 2010: Bernard Clavel, scriitor francez (n. 1923)
- 2011: Dennis Ritchie, unul din creatorii limbajului de programare C și al sistemului de operare UNIX (n. 1941)
- 2017: Loula Anagnostaki, scriitoare greacă (n. 1928)
- 2023: Burt Young, actor, pictor și autor american (n. 1940)

## Sărbători
- Cuvioasa Pelaghia și Taisia (calendar ortodox)
- Croația: Ziua independenței